# Estatua ecuestre de Felipe III
La estatua ecuestre de Felipe III es una estatua monumental que se encuentra en el centro de la plaza Mayor de Madrid (España). Fue comenzada por el escultor italiano Juan de Bolonia (Giambologna) y terminada por su discípulo Pietro Tacca en 1616. Fue un regalo del entonces gran duque de Florencia para el rey de España. Inicialmente se ubicó en la Casa de Campo, pero en 1848 la reina Isabel II ordenó su traslado desde su emplazamiento anterior a la plaza Mayor. Es Bien de Interés Cultural desde 2017.

## Descripción
El monumento ecuestre de Felipe III es una de las piezas más importantes de la estatuaria monumental manierista, de las pocas que subsisten en Europa, y la más antigua de las conservadas fuera de Italia. La estatua fue realizada mediante el vaciado en bronce. Para su realización, los maestros contaron como modelo un retrato del rey realizado por Pantoja de la Cruz. La obra finalizada tenía un peso superior a las cinco toneladas y media y se transportó no sin ciertas dificultades hasta Madrid. Actualmente, en el pedestal de la estatua, figura esta inscripción:

La reina doña Isabel II, a solicitud del Ayuntamiento de Madrid, mandó colocar en este sitio la estatua del señor rey don Felipe III, hijo de esta villa, que restituyó a ella la corte en 1606, y en 1619 hizo construir esta plaza Mayor. Año de 1848.

La escultura representa al rey Felipe III con la cabeza descubierta, vestido con media armadura (solo con una coraza decorada). En el pecho cuelga el collar con la Orden del Toisón de Oro y lleva en la mano derecha el bastón de mando o bengala de General, que descansa sobre la cintura, y con la izquierda sujeta las riendas del caballo simbolizando que de la misma forma sujeta las riendas del estado. El caballo presenta la pata delantera izquierda levantada, dando así dinamismo a la figura. En la cincha aparece la firma del escultor:

"PETRVS TACCA F. FLORENTIAE 1614".

## Historia

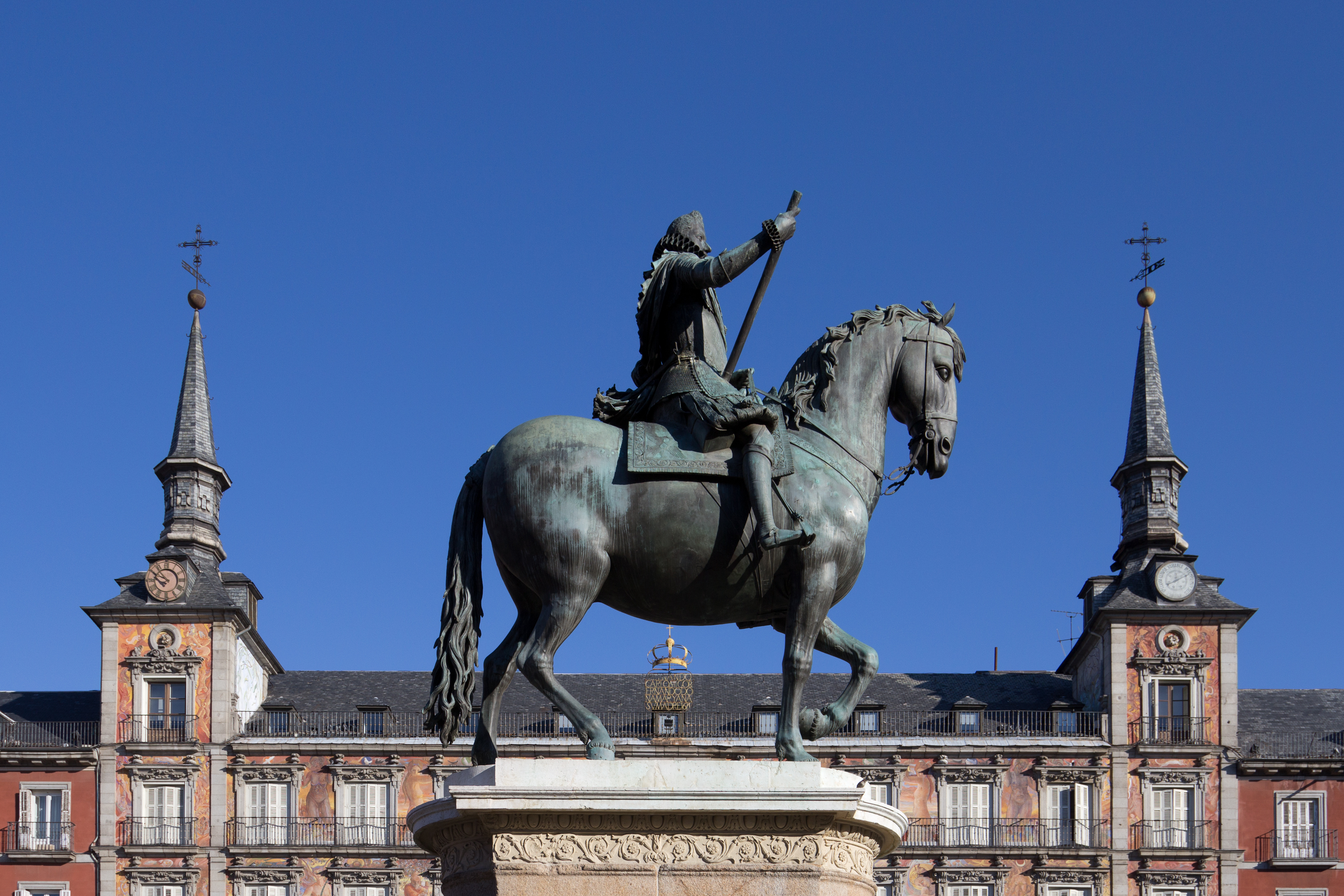
Detalle lateral del monumento, con la Casa de la Panadería de fondo.

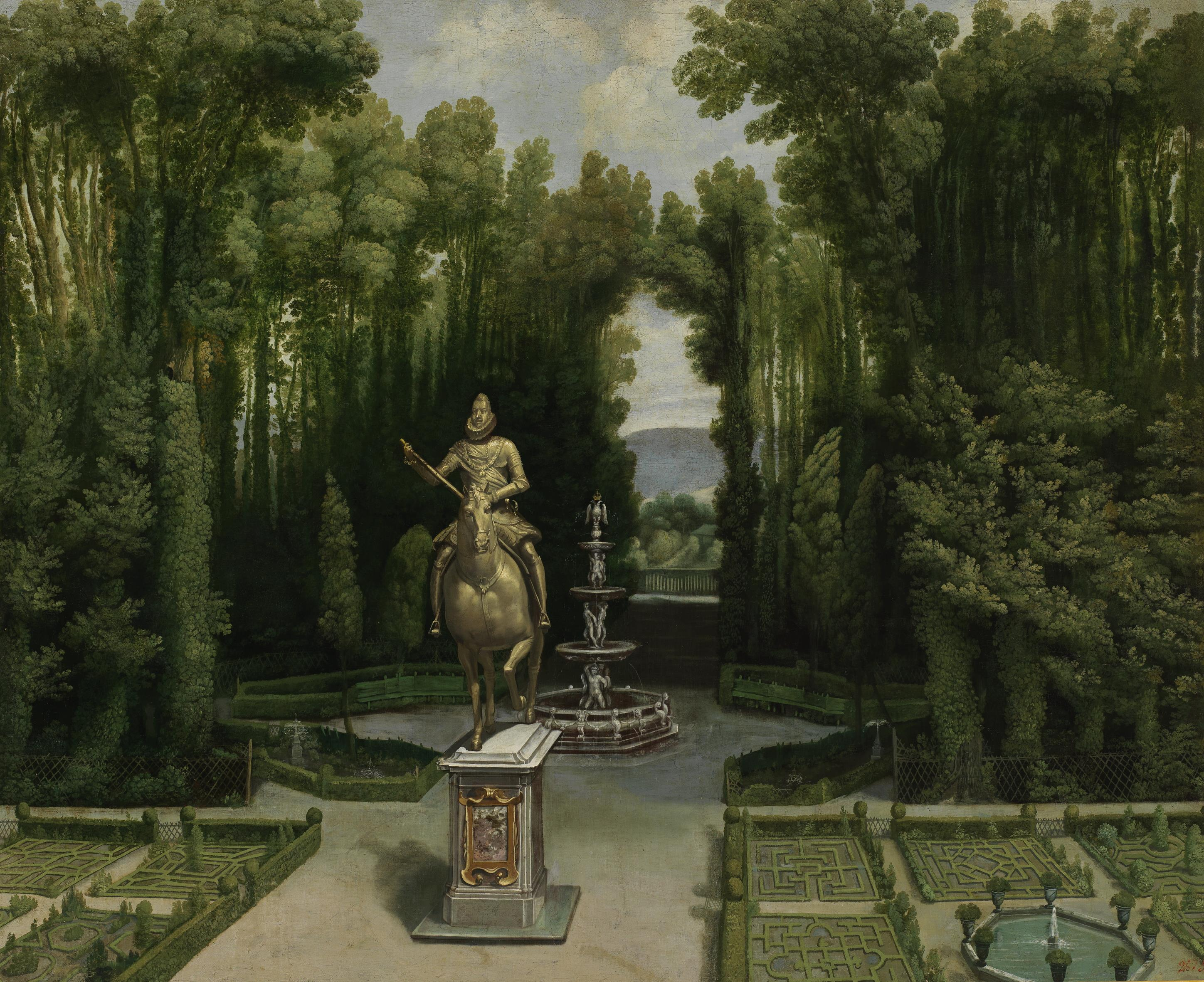
Vista de los jardines de la Casa de Campo con la estatua de Felipe III. Anónimo madrileño (h. 1634). Museo de Historia de Madrid. Puede verse la estatua tal y como se veía desde el Palacio de los Vargas, justo frente a la fuente del Águila, que estaba situada en su mismo eje.

La estatua de Felipe III fue realizada en Florencia por las manos de Juan de Bolonia que hizo el vaciado en bronce y por Pietro Tacca que realizó los remates por encargo del gran duque de Toscana, Cosme II de Médici, que la ofreció como regalo al rey español.
Fue entregada a Gómez de Mora, como arquitecto mayor de Palacio, y en un primer momento se la depositó en el jardín del Alcázar hasta enero de 1617, cuando se instaló delante del Palacio de los Vargas de la Casa de Campo, en los jardines de El Reservado y allí permaneció para el disfrute de los monarcas sucesivos algunos siglos hasta el 22 de marzo de 1848 cuando, a propuesta de Ramón Mesonero Romanos (por aquel entonces concejal de la villa), Isabel II mandó trasladarla al centro de la emblemática Plaza Mayor de Madrid, pues esta plaza había perdido los usos que se le dieron anteriormente como plaza de toros o lugar para la realización de autos de fe y se le quiso dar otro aspecto colocando la estatua de Felipe III y ajardinando sus alrededores.

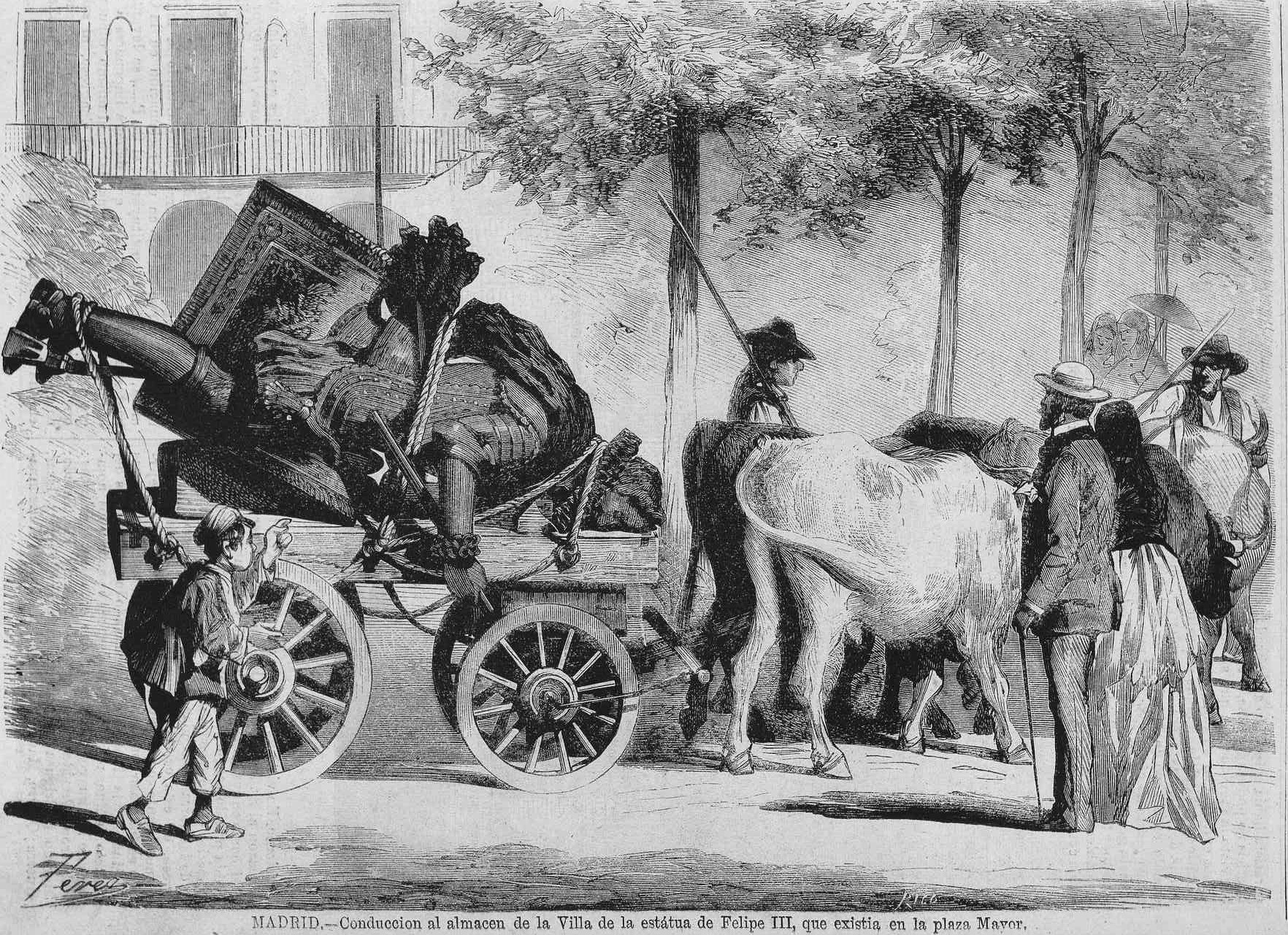
Traslado de la estatua de Felipe III durante la 1ª República

Tras la Revolución de 1868 fue retirada a los almacenes de la villa y durante la Primera República española se propuso su sustitución por una alegoría de los mártires del 7 de julio de 1822, que no se materializó. En 1875, con la Restauración borbónica, volvió al centro de la plaza. En abril de 1931 sufrió un atentado con explosivos que introdujeron por la boca del caballo. La escultura acabó en el suelo, con el caballo y el jinete decapitados. Ello desveló un curioso hallazgo: la explosión desperdigó por el lugar numerosos huesecillos, y se supo que eran restos de los múltiples pájaros como gorriones o golondrinas, que, a lo largo de los siglos, se habían quedado atrapados dentro del caballo tras colarse por su boca.
Los daños del atentado fueron subsanados y se selló la boca del caballo. La estatua ha permanecido desde entonces en la Plaza Mayor, salvo en un periodo breve hacia 1970, cuando fue temporalmente retirada por la construcción de un aparcamiento subterráneo. Ese periodo de tiempo en el que la plaza luce sin estatua, se ve en una escena de las películas Los jóvenes amantes, 1971, de Benito Alazraki, y La casa de los Martínez, 1971, de Agustín Navarro.
En 2017, coincidiendo con el 400 aniversario de la Plaza Mayor, el Gobierno de la Comunidad de Madrid decidió proteger la estatua declarándola Bien de Interés Cultural con categoría de Monumento para preservar su ubicación de manera definitiva. La Dirección General de Patrimonio Cultural explicó que se dio este paso "para clarificar su situación legal y a la vez señalar su importancia histórica y artística". Se hace una protección específica al margen del entorno. El monumento ecuestre del rey Felipe III está compuesto por la escultura de bronce y su pedestal, realizado por el escultor de corte de Isabel II, Sabino de Medina , que "se encuadra en la tipología de los monumentos ecuestres conmemorativos creados en la Antigüedad clásica y retomada en los ambientes artísticos florentinos del Renacimiento".